# Starzynki (wieś w sielsowiecie Chocieńczyce)
Starzynki (biał. Старынкі) – wieś na Białorusi, w obwodzie mińskim, w rejonie wilejskim, w sielsowiecie Chocieńczyce.
Dawniej używana nazwa – Starzynki Brygidowskie.

## Historia
W czasach zaborów wieś w okręgu wiejskim Krzemieniec, w gminie Chocieńczyce, w powiecie wilejskim, w guberni wileńskiej Imperium Rosyjskiego. Pod koniec XIX wieku miała 20 dusz rewizyjnych, należała do dóbr Łukawiec, własność Borowskich.
W latach 1921–1945 wieś leżała w Polsce, w województwie wileńskim, w powiecie wilejskim, w gminie Chocieńczyce.
Według Powszechnego Spisu Ludności z 1921 roku zamieszkiwało tu 114 osób, wszystkie były wyznania prawosławnego. Jednocześnie 113 mieszkańców zadeklarowało białoruską a 1 rosyjską przynależność narodową. Było tu 16 budynków mieszkalnych. W 1931 w 20 domach zamieszkiwało 116 osób.
Wierni należeli do parafii rzymskokatolickiej w Ilji i prawosławnej w Chocieńczycach. Miejscowość podlegała pod Sąd Grodzki w Ilji i Okręgowy w Wilnie; właściwy urząd pocztowy mieścił się w Chocieńczycach.
W wyniku napaści ZSRR na Polskę we wrześniu 1939 miejscowość znalazła się pod okupacją sowiecką. 2 listopada została włączona do Białoruskiej SRR. Od czerwca 1941 roku pod okupacją niemiecką. W 1944 miejscowość została ponownie zajęta przez wojska sowieckie i włączona do Białoruskiej SRR.
Od 1991 w składzie niepodległej Białorusi.